# Classe Hercule
La classe Hercule est un type tardif de vaisseaux de ligne de 100 canons de la marine française. Il s'agit du deuxième plus puissant des quatre rangs de navires de ligne conçus par la Commission de Paris. Alors que les premières unités étaient des vaisseaux de ligne classiques à parois droites, les suivantes ont été progressivement converties à la vapeur, et la dernière a été construite avec un moteur. 
La classe Hercule est née de l'agrandissement de la classe Suffren à parois droites et à 90 canons, suggéré par Jean Tupinier.
Avec le Henri IV, une poupe arrondie est introduite. Les navires suivants ont été construits avec la poupe arrondie, et elle a été installée sur les premières unités de la classe.